# Liga Nacional de Baloncesto Profesional
A Liga Nacional de Basquetebol Profissional (LNBP) é liga de basquete mais importante de México. É disputada na atualidade por 10 equipes de todo país. Devido à quantidade de equipes e às distâncias entre as sedes, a LNBP desde a Temporada 2004 e até a Temporada 2008-2009 dividiu-se em duas zonas (Zona Norte e Zona Sul); mas para a Temporada 2009-2010 as zonas desapareceram e ficou novamente um grupo único.
A LNBP fundou-se o 11 de março de 2000 na cidade de Durango com 11 equipes.
Apesar de ter pouca história em comparação de outras ligas do continente, a LNBP se estabeleceu como uma das ligas de basquetebol mais importantes de América Latina, graças à qualidade de seus jogadores e à infra-estrutura desportiva que possui.

## Fundação
A LNBP em sua primeira temporada foi integrada por 11 equipas:
| Liga Nacional de Basquete Profissional 2000 |                             |
| Equipe                                      | Sede                        |
| Algodoneros da Laguna                       | Torreón, Coahuila           |
| Correcaminos UAT Matamoros                  | Matamoros, Tamaulipas       |
| Correcaminos UAT Reynosa                    | Reynosa, Tamaulipas         |
| Correcaminos UAT Tampico                    | Tampico, Tamaulipas         |
| Correcaminos UAT Victoria                   | Cidade Victoria, Tamaulipas |
| Dourados de Chihuahua                       | Chihuahua, Chihuahua        |
| Garzas de Prata da UAEH                     | Pachuca, Hidalgo            |
| Índios da UACJ                              | Cidade Juárez, Chihuahua    |
| Onda Vermelha do Distrito Federal           | México, D. F.               |
| Ursos de Saltillo                           | Saltillo, Coahuila          |
| Vaqueiros de Água Prieta                    | Água Prieta, Sonora         |

## Equipes

### Temporada 2016-2017
| Liga Nacional de Basquete Profissional de México 2016-2017 |                    |                                  |              |                                          |            |
| Equipe                                                     | Treinador          | Cidade                           | Membro desde | Ginásio                                  | Capacidade |
| Abejas de León                                             | Armando Deita      | León, Guanajuato                 | 2009-2010    | Domo da Feira                            | 4,590      |
| Barreteros de Zacatecas                                    | Oscar Espitia      | Zacatecas, Zacatecas             | 2004         | Gimnasio "Professor Marcelino González"  | 3,500      |
| Correcaminos UAT Victoria                                  | Luis García        | Cidade Victoria, Tamaulipas      | 2000         | Gimnasio Multidisciplinario UAT Victoria | 2,200      |
| Fuerza Regia de Monterrey                                  | Paco Olmos         | Monterrey, Novo León             | 2001         | Gimnasio Novo León Unido                 | 5,000      |
| Garzas de Plata de la UAEH                                 | Manolo Cintrón     | Pachuca, Hidalgo                 | 2000         | Poliesportivo "Carlos Martínez Balmori"  | 6,000      |
| Indios de Ciudad Juárez                                    | Helman Torres      | Cidade Juárez, Chihuahua         | 2009-2010    | Gimnasio Josué Neri Santos               | 8,000      |
| Panteras de Aguascalientes                                 | Allans Colón       | Aguascalientes, Aguascalientes   | 2003         | Gimnasio "Irmãos Carreón"                | 3,000      |
| Santos de San Luis                                         | Andrés Contreras   | San Luis Potosí, San Luis Potosí | 2003         | Auditório "Geral Miguel Barragán"        | 3,972      |
| Soles de Mexicali                                          | Alejandro Martínez | Mexicali, Baixa Califórnia       | 2005         | Auditório do Estado                      | 4,426      |
| Touros de Novo Laredo                                      | José Martínez      | Novo Laredo, Tamaulipas          | 2007-2008    | Polyforum Dr. Rodolfo Torre Cantú        | 5,224      |

### Extintos
Ao longo da história a liga tem tido outros clubes, que por diversas circunstâncias têm deixado o circuito. A seguir os clubes que têm desaparecido da LNBP:
| Equipe                                   |
| Águias Vermelhas de San Juan do Rio      |
| Algodoneros da Comarca(1)                |
| Anjos de Povoa                           |
| Anjos Guerreiros de Acapulco             |
| Astros de Tecate                         |
| Bravos de Pedras Negras                  |
| Bucaneros de Campeche                    |
| Caballeros de Culiacán                   |
| Cimarrones de Ensenada                   |
| Cometas de Querétaro                     |
| Coras de Tepic                           |
| Correcaminos UAT Matamoros               |
| Correcaminos UAT Reynosa                 |
| Correcaminos UAT Tampico                 |
| Cosmos de Tijuana(2)                     |
| Dourados de Chihuahua                    |
| Estrelas Indebasquet do Distrito Federal |
| Galos de Briga de Cidade Juárez          |
| Gambusinos de Fresnillo                  |
| Gansos Selvagens da UIC                  |
| Garzas Guerreiras da UATX                |
| Gigantes do Estado de México             |
| Guerreiros de Guerreiro Cumpre           |
| Guerreiros de Morelia                    |
| Guerreiros do Norte                      |
| Halcones Vermelhos Veracruz(3)           |
| Halcones UV Córdoba                      |
| Halcones Xalapa(4)                       |
| Furacões de Tampico                      |
| Índios da UACJ                           |
| Jaguares da Bahia                        |
| Chefes Força Lagunera                    |
| Lechugueros de León                      |
| Lenhadores de Durango                    |
| Libertadores de Querétaro                |
| Lobos da Ou.A. de C.(5)                  |
| Lobos Cinzas da UAD                      |
| Lobos Plateados da BUAP                  |
| Loros da Universidade de Colima          |
| Mayas de Yucatán                         |
| Navegantes de Ensenada(6)                |
| Onda Vermelha do Distrito Federal        |
| Onda Verde de Poza Rica                  |
| Ursos de Guadalajara                     |
| Petroleiros de Cidade do Carmen(6)       |
| Pilares do Distrito Federal              |
| Pioneiros de Quintana Roo                |
| Potros ITSON de Obregón                  |
| Tecolotes da UAG                         |
| Titanes Capital do Distrito Federal      |
| Titánicos de León                        |
| Tuberos de Colima                        |
| União Zacatecas                          |
| Vaqueiros de Água Prieta                 |
| Vulcões do Estado de México              |
| Zorros da UMSNH                          |

## Campeões

### Campeões de Liga
Segue a lista dos campeões e vice-campeões de toda a história da Liga:
| Temporada | Campeão                          | Treinador                     | Serie | Vice-Campeão                  | Treinador                          |
| --------- | -------------------------------- | ----------------------------- | ----- | ----------------------------- | ---------------------------------- |
| 2000      | Correcaminos UAT Tampico         | Luis Manuel López Macías      | 4-2   | Correcaminos UAT Victoria     | Josep Clarós Canals                |
| 2001      | Gallos de Pelea de Ciudad Juárez | Raúl Palma Cano               | 4-1   | Lobos de la U.A. de C.        | José Ramón Martínez Boglio         |
| 2002      | Correcaminos UAT Victoria(7)     | Lewis LaSelle Taylor Whetten  | 4-3   | Correcaminos UAT Matamoros    | Ricardo Antonio Pontvianne Jiménez |
| 2003      | Panteras de Aguascalientes       | Francisco Ramírez Orozco      | 4-2   | Ola Roja del Distrito Federal | Ricardo Daniel Maffei              |
| 2004      | Santos Reales de San Luis        | Luis Manuel López Macías      | 4-2   | Halcones UV Xalapa            | Ángel Alfredo González Chávez      |
| 2005      | Halcones UV Xalapa               | Ángel Alfredo González Chávez | 4-1   | Lobos de la U.A. de C.        | Andrés Contreras Arellano          |
| 2006      | Soles de Mexicali                | Silvio José Santander Lavado  | 4-3   | Halcones UV Xalapa            | Ángel Alfredo González Chávez      |
| 2007-2008 | Halcones UV Xalapa               | Lee Andrew Stoglin            | 4-3   | Soles de Mexicali             | Iván Eduardo Déniz O"Donnell       |
| 2008-2009 | Halcones UV Xalapa               | Lee Andrew Stoglin            | 4-2   | Soles de Mexicali             | Iván Eduardo Déniz O"Donnell       |
| 2009-2010 | Halcones UV Xalapa               | Ángel Alfredo González Chávez | 4-1   | Halcones Rojos Veracruz       | Manuel Iván Cintrón Vega           |
| 2010-2011 | Toros de Nuevo Laredo            | José Ramón Martínez Boglio    | 4-2   | Pioneros de Quintana Roo      | Alberto Espasandín Di Santo        |
| 2011-2012 | Halcones Rojos Veracruz          | Eddie Casiano Ojeda           | 4-1   | Toros de Nuevo Laredo         | José Ramón Martínez Boglio         |
| 2012-2013 | Toros de Nuevo Laredo            | José Ramón Martínez Boglio    | 4-2   | Halcones UV Xalapa            | Ángel Alfredo González Chávez      |
| 2013-2014 | Halcones Rojos Veracruz          | Eddie Casiano Ojeda           | 4-3   | Pioneros de Quintana Roo      | Manuel Iván Cintrón Vega           |
| 2014-2015 | Soles de Mexicali                | Iván Eduardo Déniz O"Donnell  | 4-1   | Pioneros de Quintana Roo      | Manuel Iván Cintrón Vega           |
| 2015-2016 | Pioneros de Quintana Roo         | Manuel Iván Cintrón Vega      | 4-3   | Soles de Mexicali             | Iván Eduardo Déniz O"Donnell       |
| 2016-2017 | Fuerza Regia de Monterrey        | Paco Olmos                    | 4-2   | Soles de Mexicali             | Alejandro Martinez                 |

#### Histórico de Campeões
| Equipe                           | Campeonatos | Finalista | Vencedor               |
| -------------------------------- | ----------- | --------- | ---------------------- |
| Halcones UV Xalapa               | 4           | 3         | 2005, 2008, 2009, 2010 |
| Soles de Mexicali                | 2           | 3         | 2006, 2015             |
| Toros de Nuevo Laredo            | 2           | 1         | 2011, 2013             |
| Halcones Rojos Veracruz          | 2           | 1         | 2012, 2014             |
| Pioneros de Quintana Roo         | 1           | 3         | 2016                   |
| Correcaminos UAT Victoria        | 1           | 1         | 2002                   |
| Correcaminos UAT Tampico         | 1           | 0         | 2000                   |
| Gallos de Pelea de Ciudad Juárez | 1           | 0         | 2001                   |
| Panteras de Aguascalientes       | 1           | 0         | 2003                   |
| Santos Reales de San Luis        | 1           | 0         | 2004                   |
| Lobos de la U.A. de C.           | 0           | 2         |                        |
| Correcaminos UAT Matamoros       | 0           | 1         |                        |
| Ola Roja del Distrito Federal    | 0           | 1         |                        |

#### Campeonatos por Unidade Federativa
A seguir está a listagem de campeonatos por Unidade Federativa por quantidade de titulos e cronologicamente:
Veracruz: 6 Campeonatos
- Halcones UV Xalapa: 4
- Halcones Rojos Veracruz: 2

Tamaulipas: 4 Campeonatos
- Toros de Nuevo Laredo: 2
- Correcaminos UAT Tampico: 1
- Correcaminos UAT Victoria: 1

Baja California: 2 Campeonatos
- Soles de Mexicali: 2

Chihuahua: 1 Campeonato
- Gallos de Pelea de Ciudad Juárez: 1

Aguascalientes: 1 Campeonato
- Panteras de Aguascalientes: 1

San Luis Potosí: 1 Campeonato
- Santos Reales de San Luis: 1

Quintana Roo: 1 Campeonato
- Pioneros de Quintana Roo: 1

### Campeões da Copa Independência
A  Copa Independência foi um torneio criado pela LNBP, que inicialmente buscava premiar as melhores equipes da primeira metade da temporada, e que serviu como pretemporada para as equipes da liga.
A seguir estão os campeões e vice-campeões de todas as edições da Copa Independencia:
| Temporada | Sede              | Campeão                | Treinador                    | Finalista                 | Treinador                     |
| --------- | ----------------- | ---------------------- | ---------------------------- | ------------------------- | ----------------------------- |
| 2004      | Aguascalientes(8) | Lobos de la U.A. de C. | Ricardo Daniel Maffei        | Lechugueros de León       | Jesús Francisco Torres López  |
| 2005      | Saltillo(8)       | Lobos de la U.A. de C. | Andrés Contreras Arellano    | Correcaminos UAT Victoria | Ricardo Daniel Maffei         |
| 2006      | Xalapa(9)         | Lobos Grises de la UAD | Lewis LaSelle Taylor Whetten | Halcones UV Xalapa        | Ángel Alfredo González Chávez |
| 2007-2008 | Durango(9)        | Lobos Grises de la UAD | Lewis LaSelle Taylor Whetten | Halcones Rojos Veracruz   | Adán Graciano Saldaña Arreola |

### Campeones de la Liga de las Américas
| Edición | Sede final         | Campeón                  | Entrenador          |
| ------- | ------------------ | ------------------------ | ------------------- |
| 2012    | Formosa, Argentina | Pioneros de Quintana Roo | Josep Clarós Canals |

### Campeones Centroamericanos de Clubes
| Edición | Sede final           | Campeón                    | Entrenador               |
| ------- | -------------------- | -------------------------- | ------------------------ |
| 2004    | Guatemala, Guatemala | Panteras de Aguascalientes | Francisco Ramírez Orozco |

## Ligações Externas
- Sitio Oficial de la Liga Nacional de Baloncesto Profesional
- Sitio Oficial de la Federación Mexicana de Baloncesto
- Sitio Oficial de la Asociación Deportiva Mexicana de Básquetbol
- Sitio Oficial de la Federación Internacional de Baloncesto